# Yemi Osinbajo
Oluyemi Oluleke Osinbajo (Lagos, 8 de março de 1957), mais conhecido como Yemi Osinbajo, é um advogado, pastor e político nigeriano que serviu como o 14.º vice–presidente da Nigéria entre 2015 e 2023. Filiado ao Congresso de Todos os Progressistas (APC), serviu anteriormente como Procurador-Geral do Estado de Lagos entre 1999 e 2007.

## Biografia
Nascido em Lagos, antiga capital da Nigéria, em 8 de março de 1957, Osinbajo é formado em Direito pela Universidade do Estado de Lagos e igualmente pós-graduado na área pela London School of Economics. Pouco tempo depois, ele começou a lecionar na Universidade Moshood Abiola enquanto estava no exercício do Direito até 1999, quando foi nomeado pelo governador à época Bola Tinubu procurador-geral do estado. Após ocupar o cargo durante todo o período de governo de Tinubu, Osinbajo deixou oficialmente o governo em 2007 e voltou à advocacia. Além disso, ele é pastor regular da Igreja Cristã Redimida de Deus.

## Vice-presidência da Nigéria
Em ocasião da eleição presidencial de 2015, Osinbajo foi escolhido como companheiro de chapa do candidato do APC Muhammadu Buhari. A chapa Buhari-Osinbajo sagrou-se vitoriosa do pleito ao conseguir derrotar a chapa governista de Goodluck Jonathan e Namadi Sambo, candidatos à reeleição pelo Partido Democrático do Povo (PDP). Na eleição presidencial de 2019, Buhari e Osinbajo reelegeram-se para um segundo mandato consecutivo após derrotarem a chapa oposicionista do PDP formada pelo ex-vice-presidente Atiku Abubakar e Peter Obi. 
Nas ocasiões em que Osinbajo ocupou interinamente a presidência do país, sua gestão foi marcada por seu perfil expansivo, tendo tomado decisões políticas relevantes e bem avaliadas pelo eleitorado nigeriano, mas que contrastavam fortemente com o estilo de governo de Buhari, o que ocasionou uma série de atritos entre ambos e entre alas de correligionários do APC.

## Pré-candidato à presidência
Em abril de 2022, Osinbajo anunciou publicamente que concorreria às primárias internas do APC, visando obter o apoio de seu partido para disputar a presidência da Nigéria na eleição presidencial de 2023. Entretanto, sua candidatura obteve o apoio de somente 235 delegados, terminando a disputa na 3.ª colocação e perdendo a indicação presidencial para o correligionário Bola Tinubu.